# Frondipora gracilis
Frondipora gracilis är en mossdjursart som beskrevs av Canu och Bassler 1930. Frondipora gracilis ingår i släktet Frondipora och familjen Frondiporidae. Inga underarter finns listade i Catalogue of Life.